# Christopher Polhem

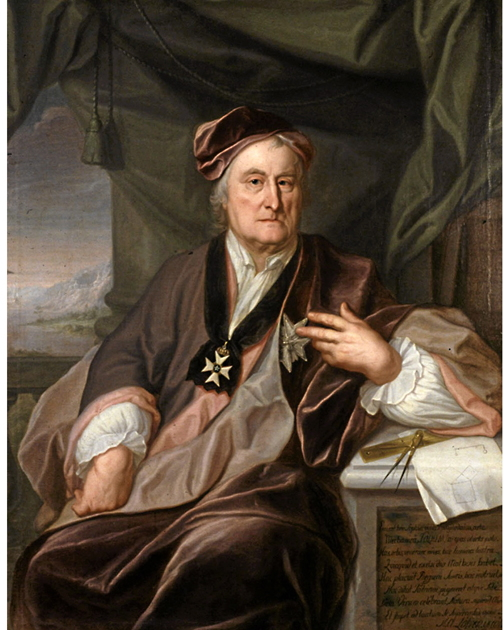
Obraz przedstawiający Polhema pędzla Jana Henryka Scheffla (1741)

Christopher Polhammar, szerzej znany jako Christopher Polhem (ur. 18 grudnia 1661 w Visby, zm. 30 sierpnia 1751 w Sztokholmie) – szwedzki uczony, wynalazca i przemysłowiec. Przyczynił się do ekonomicznego i przemysłowego rozwoju Szwecji, w szczególności pod względem górnictwa.

## Życiorys
Polhem urodził się na szwedzkiej wyspie Gotlandia, przypuszczalnie w mieście Visby. Jego rodzina pochodziła z Węgier, choć miała prawdopodobnie pochodzenie austriackie, i poprzez Pomorze przywędrowała do Szwecji. Jego ojciec, Wolf Christoph Polhammar, początkowo zajmował się kupiectwem, później służył jako marynarz; zmarł, gdy Christopher Polhem miał 8 lat. Matka, Christina Eriksdotter Schening pochodząca z miasta Vadstena w regionie Östergötland, wyszła ponownie za mąż. Z powodu konfliktu z ojczymem Polhem przerwał edukację i wyjechał do wuja mieszkającego w Sztokholmie. Tam uczęszczał do niemieckiej szkoły, lecz kiedy zmarł jego wuj (kiedy Polhem miał 12 lat), ponownie znalazł się w sytuacji bez środków do życia. Podjął pracę najemnego robotnika w majątku Vantsa w regionie Södertörn. Szybko awansował do poziomu nadzorcy, dzięki talentowi do matematyki przyjął obowiązki księgowego. W Vantsy założył również własny warsztat, w którym zajmował się wytwarzaniem narzędzi oraz produkcją i reperacją prostych maszyn. Od lokalnego duchownego nauczył się łaciny. Fama o zdolnościach Polhema w majsterkowania szybko się roznosiła. Anders Spole, profesor matematyki na Uniwersytecie w Uppsali zaproponował mu studia pod swoim kierunkiem, jeżeli uda mu się naprawić dwa przywiezione przezeń zegary. Polhem naprawił je bez trudu w 1687 roku, w wieku 26 lat, zaczął nadrabiać stracone lata edukacji.
W 1691 roku ożenił się z Marią Hoffmann. Miał dwoje dzieci, Gabriela i Emerencję. W 1716 roku otrzymał szlachectwo z rąk króla szwedzkiego w uznaniu zasług uczynionych dla kraju. Nazwisko zostało zmienione z Polhammar na Polheim, później na Polhem. Wraz z synem Gabrielem zostali członkami Królewskiej Szwedzkiej Akademii Nauk w roku jej założenia – 1739. Zmarł z przyczyn naturalnych w 1751 roku w Sztokholmie.

## Działalność naukowa
Polhem podróżował po Europie studiując i badając rozwój technologiczny innych krajów i sposoby organizacji kopalń. Powróciwszy z podróży, ustanowił laboratorium mechanicum w Sztokholmie, w którym kształcono przyszłych inżynierów oraz opracowywano nowe rozwiązania na potrzeby górnictwa. Król Karol XI wyznaczył go do poprawienia działania kopalni miedzi położonej w mieście Falun, ówcześnie głównej szwedzkiej kopalni.
Christopher Polhem pracował przy budowie Kanału Gotyjskiego. Kanał ten łączy wschodnie i zachodnie wybrzeże Szwecji. Wynalazł również kłódkę (szw. Polhemslås).
Był prekursorem produkcji masowej, zanim się rozwinęła w Stanach Zjednoczonych i Anglii.